# Ключовка (Пономарьовський район)
Ключо́вка (рос. Ключёвка) — село у складі Пономарьовського району Оренбурзької області, Росія.

## Населення
Населення — 423 особи (2010; 547 у 2002).
Національний склад (станом на 2002 рік):
- мордва — 73 %